# Lista de xás do Império Sassânida

## Dinastia de Sasano
| Nome                 | Moeda | Reinado         | Notas | Ref.        |
| -------------------- | ----- | --------------- | --- | ----------- |
| Artaxer I            |       | 224–242         | Artaxer descendia de uma linhagem de sacerdotes zoroastristas que governava a província da Pérsia. Seu avô paterno foi Sasano, o grande sacerdote do Templo de Anaíta; historiadores posteriores dariam à dinastia reinante da Pérsia a designação sassânida. O pai de Artaxer, Pabeco, depôs o rei da Pérsia (vassalo do Império Parta) e assumiu o trono. O próprio Artaxer subiu ao poder na Pérsia em 208, após rebelar-se contra seu irmão Sapor. Artaxer e seus sucessores estabeleceram um vasto império baseado em Firuzabade (naquela época conhecida como Gor), que alcançava as fronteiras do antigo Império Aquemênida a leste do rio Eufrates. Sucedeu-lhe seu filho Sapor IArtaxer era filho de Rotaces e Pabeco ou Sasano (dependendo da tradição). No Feitos do Divino Sapor, Sapor I cita Denaces como sua esposa. Artaxer teve possivelmente seis filhos: Sapor I, que cogoverna consigo entre 240-242 e sucedeu-o desde 242; Mirxa, o xá de Mesena; Artaxer, xá da Carmânia; Artaxer (?), xá de Adiabena; Perozes, o patrocinador de Maniqueu; Artaxer, xá do Sacastão; Narses; e Roducte, filha de Anosace, possível esposa sua. Cornanzém e Tiesmace, também mencionadas nos Feitos, foram consideradas por alguns estudiosos como outras de suas esposas. |             |
| Sapor I              |       | 240–270         | Filho do antecessor. Cogoverna com seu pai entre 240 e 242. Fica famoso na tradição árabe como conquistador de Hatra. Em seu reinado, conduziu três expedições importantes contra o Império Romano, causando a morte de Gordiano III, a submissão de Filipe, o Árabe e a captura de Valeriano. Obteve enorme quantidade de butim e prisioneiros que foram levados à Pérsia. Apesar do sucesso, sofreu alguns revezes nas mãos do árabe pró-romano Odenato. Com os novos recursos humanos e materiais, conduziu importante programa de revitalização das cidades do Império Sassânida e foi tido como rei tolerante, permitindo a proliferação das minorias religiosas em detrimento do zoroastrismo. | [ 1 ] [ 2 ] |
| Hormisda I           |       | 270–271         | Filho do antecessor. No início da segunda campanha de seu pai contra o Império Romano (251–256), ajudou-o a derrubar o rei da Armênia e recebeu o título de "grão-rei armênio". Também conduz grande expedição na Capadócia nesse momento. Com a morte de seu pai, sucede-o no trono, mas governo por apenas um ano. | [ 1 ]       |
| Vararanes I          |       | 271/273–274/276 | Vararanes I ou Baram/Bahram I (? -276) foi um rei do Império Sassânida (ساسانیان em persa). Reinou desde 273 até 276. Foi antecedido por seu pai Hormisda I, reinou por três anos, e foi sucedido por Vararanes II. Durante os três anos do seu reinado, houve paz com o Império Romano. |             |
| Vararanes II         |       | 274/276–293     | |             |
| Vararanes III        |       | 293             | |             |
| Narses I             |       | 293–302         | |             |
| Hormisda II          |       | 302/303–309     | |             |
| Adanarses            |       | 309             | |             |
| Sapor II             |       | 309–379         | |             |
| Artaxer II           |       | 379–383         | |             |
| Sapor III            |       | 383–388         | |             |
| Vararanes IV         |       | 388–399         | |             |
| Isdigerdes I         |       | 399–420         | |             |
| Sapor IV             |       | 420             | |             |
| Cosroes, o Usurpador |       | 420             | |             |
| Vararanes V          |       | 420–438         | |             |
| Isdigerdes II        |       | 438–457         | |             |
| Hormisda III         |       | 457–459         | |             |
| Perozes I            |       | 457–484         | |             |
| Balas                |       | 484–488         | |             |
| Cavades I            |       | 488–496         | |             |
| Zamasfes             |       | 496–498         | |             |
| Cavades I            |       | 498–531         | |             |
| Cosroes I            |       | 531–579         | |             |
| Hormisda IV          |       | 579–590         | |             |
| Cosroes II           |       | 590             | |             |

## Casa de Mirranes
| Nome         | Moeda | Reinado | Notas | Ref. |
| ------------ | ----- | ------- | ----- | ---- |
| Vararanes VI |       | 590–591 |       |      |

## Casa de Sasano (restaurada)
| Nome       | Moeda | Reinado | Notas | Ref. |
| ---------- | ----- | ------- | ----- | ---- |
| Cosroes II |       | 591–628 |       |      |

## Casa de Ispabudã (rival)
| Nome  | Moeda | Reinado | Notas | Ref. |
| ----- | ----- | ------- | ----- | ---- |
| Bestã |       | 591–595 |       |      |

## Casa de Sasano
| Nome        | Moeda | Reinado     | Notas | Ref. |
| ----------- | ----- | ----------- | ----- | ---- |
| Cavades II  |       | 628         |       |      |
| Artaxer III |       | 628–629/630 |       |      |

## Casa de Mirranes (rival)
| Nome    | Moeda | Reinado | Notas | Ref. |
| ------- | ----- | ------- | ----- | ---- |
| Sarbaro |       | 629/630 |       |      |

## Casa de Sasano
| Nome        | Moeda | Reinado | Notas | Ref. |
| ----------- | ----- | ------- | ----- | ---- |
| Cosroes III |       | 629/630 |       |      |
| Borana      |       | 630     |       |      |
| Sapor V     |       | 630     |       |      |
| Perozes II  |       | 630     |       |      |
| Azarmiducte |       | 630–631 |       |      |

## Casa de Ispabudã (rival)
| Nome       | Moeda | Reinado | Notas | Ref. |
| ---------- | ----- | ------- | ----- | ---- |
| Hormisda V |       | 630–631 |       |      |

## Casa de Sasano
| Nome                   | Moeda | Reinado     | Notas | Ref. |
| ---------------------- | ----- | ----------- | ----- | ---- |
| Hormisda VI            |       | 630–631     |       |      |
| Cosroes IV             |       | 631         |       |      |
| Farruquezade Cosroes V |       | 631         |       |      |
| Borana                 |       | 631–632     |       |      |
| Isdigerdes III         |       | 632/633–651 |       |      |

## Reis titulares
| Nome        | Moeda | Reinado     | Notas | Ref. |
| ----------- | ----- | ----------- | ----- | ---- |
| Perozes III |       | 651–679     |       |      |
| Narses      |       | 679–incerto |       |      |